# The Doraemons: Goal! Goal! Goal!!
The Doraemons: Goal! Goal! Goal!! è un cortometraggio del 2002 con protagonista il gruppo dei Doraemons, inedito in Italia. 

## Trama
Uno dei più grandi nemici dei Doraemons, il professor Achimov (già apparso in The Doraemons: Kaitō Dorapan nazo no chōsen-jō!) cerca nuovamente di sconfiggere questi ultimi mediante una partita di calcio. Numerose saranno le insidie che il gruppo dovrà affrontare, ma alla fine riuscirà comunque, grazie all'amicizia che lega i suoi componenti, a fare goal e vincere la partita.

## Distribuzione
Il cortometraggio è stato proiettato nei cinema giapponesi il 9 marzo 2002, insieme a Doraemon: Nobita to Robot Kingdom.